# Jacques Schultz-Dal
Pour les articles homonymes, voir Dal et Schultz.
Jacques Schultz-Dal, né le 13 novembre 1894 à Paris où il est mort le 28 septembre 1964, est un peintre et graveur français.

## Biographie
Jacques Georges Dal est le fils d'Élisa Léontine Dal (1864-1937) et d'Ernest Schultz (1848-1931), qui reconnait officiellement l'enfant en 1899.
Élève d'Émile Jean Sulpis et de Fernand Cormon, il expose au Salon dès 1920.
Au burin, il obtient une mention honorable en 1921, une médaille de bronze en 1922 puis d'argent au Salon de 1923. Il pratique également l'eau-forte, la pointe sèche et la taille-douce.
Il concourt en 1924 pour le Prix de Rome, remporte le prix Leguay-Lebrun en 1925, et obtient une bourse de voyage en 1926.
Il est récompensé de la médaille d'or lors du Salon de 1928 et en 1930 lui est décerné le prix Belin-Dollet.
Il épouse en 1947 Camille Marguerite Sarda.
Il réside un temps à Grez-sur-Loing où il côtoie d'autres artistes.
Il meurt à Paris à l'âge de 69 ans.

Dessin de Jacques Schultz-Dal
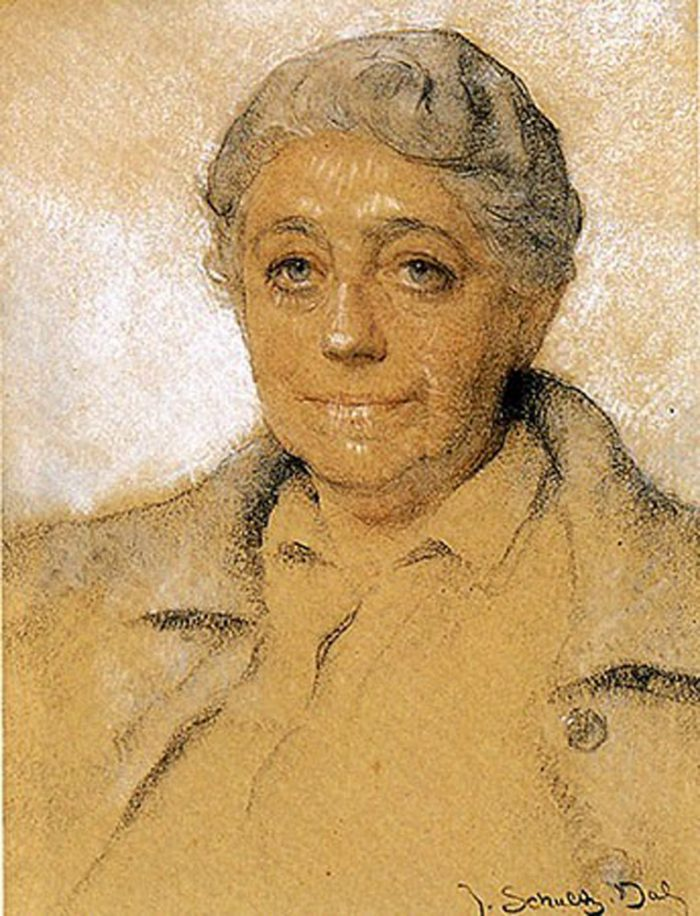
Portrait de Fernande Sadler, vers 1930.

## Distinction
- Officier de l'Instruction publique (1946)[9]